# Biacumontia paucidens
Biacumontia paucidens is een hooiwagen uit de familie Triaenonychidae. De wetenschappelijke naam van Biacumontia paucidens gaat terug op Lawrence.